# 김수완 (유도 선수)
김수완(金秀完, 1988년 6월 8일 ~ )는 대한민국의 유도 선수이다. 2010년 광저우 아시안 게임에 국가 대표로 출전했다. 김수완은 2010년 11월 13일 유도 남자 100kg 이상급 경기에서 상대 선수로 출전했던 우즈베키스탄의 탄그리에프 압둘로를 경기 시작 56초 만에 한판승으로 제압하고 금메달을 획득했다.